# 伊藤舞 (陸上選手)
伊藤 舞（いとう まい、1984年5月23日 - ）は、日本の元女子陸上競技選手、指導者。大塚製薬陸上競技部女子部コーチ。専門は長距離走・マラソン。2011年世界陸上競技選手権大会22位、2015年世界陸上競技選手権大会7位入賞、2016年リオデジャネイロオリンピック46位（共に女子マラソン）。

## 人物

### 学生時代
1984年5月23日、奈良県奈良市出身。奈良市立平城東中学校時代は陸上競技部が無く、バレーボール部に所属していた。その為、高校バレーボールの名門である京都橘高等学校に進学するが、高校入学後は陸上部に転向した。しかし高校時代に、陸上競技の全国大会への出場経験は一度も無い。
京都産業大学進学後は故障に泣き、3年間は目立った成績を残せなかったが大学4年次に体調が回復し、2006年の第75回日本学生陸上競技対校選手権大会女子10,000mで優勝（32分57秒37）、京都シティハーフマラソン（2006年3月）では1時間11分11秒で優勝するなどの実績を残している。

### 実業団入り・初マラソン挑戦
大学卒業後にデンソーに入社したが、結果を残せなかったことから退社。その後、女子陸上競技チームが旗揚げされたばかりの大塚製薬に移籍した。大塚製薬移籍後に河野匡などの指導を受けるようになったことと、故障しない体づくりに取り組んだこともあって記録が向上するようになる。2009年11月29日の上海マラソン女子ハーフマラソンの部で1時間12分00秒で優勝。
翌2010年3月14日には名古屋国際女子マラソンで初のフルマラソンに挑戦、2時間29分台で4位に入った。但し2010年アジア競技大会（広州市／ 中国）の女子マラソンは補欠に留まり、正式な日本代表選出はならなかった。

### 世界陸上女子マラソン初選出
2011年1月30日、第30回大阪国際女子マラソンでは、優勝した赤羽有紀子に惜しくも26秒差で敗れたものの、2時間26分台の2位でフィニッシュ。これが評価されて2011年世界陸上競技選手権大会（大邱市／ 韓国）の女子マラソン日本代表に初選出された。だが世界陸上大邱大会女子マラソンの本番レースでは、外国勢のペース配分についていけず、21位という結果に終わった。
同年12月23日の山陽女子ロードレース・ハーフマラソンの部でも再び赤羽有紀子に優勝を攫われ4位だったが、当時の自己記録となる1時間10分03秒でゴール。
2012年3月11日、ロンドンオリンピック（ イギリス）を目指して名古屋ウィメンズマラソンに出場。尾崎好美、赤羽有紀子、野口みずき、渋井陽子、中里麗美など日本女子のトップランナーと共に五輪切符を賭けた戦いに挑んだ。だが37km手前で優勝争いから脱落、2時間25分台の自己記録（当時）を出したものの、5位に敗れてロンドン五輪出場は成らなかった。その後、7月1日の札幌国際ハーフマラソンに出場し、1時間10分52秒で優勝した。
2013年世界陸上競技選手権大会（モスクワ／ ロシア）の選考レース、2012年11月18日の横浜国際女子マラソンに出場優勝のリディア・チェロメイ（ ケニア）に約4分離され、2位で日本人トップの那須川瑞穂には24秒遅れて5位に留まった。再び世界陸上選出を目指して、翌2013年4月21日にロンドンマラソンに出場したが、日本女子トップ（3位）の赤羽に約4分離されての8位に終わった。
2014年2月23日、東京マラソン2014に出場。目標の自己記録更新はならなかったが、日本女子ではトップの7位に入った（尚同マラソン終盤では、極端に失速したロンドン五輪男子マラソン代表の藤原新を追い越している）。翌2015年2月15日の全日本実業団ハーフマラソン・女子の部では、優勝した沼田未知に30秒届かず2位だったが、自身ハーフマラソンで初の1時間9分台をマークし自己記録を6秒更新した。

### 世界陸上女子マラソン7位入賞・リオ五輪日本代表内定
2015年3月8日、2015年世界陸上競技選手権大会（北京／ 中国）国内選考会の名古屋ウィメンズマラソンに出場。25km過ぎで先頭集団のハイペースに一旦少し離されるも、28km付近の下り坂で再び集団の後ろに追いついた。しかしその後再び先頭集団についていけず、優勝争いからは後退したものの、2時間24分台と自己ベスト記録を3年振りにマークして3位、日本人では前田彩里（当初3着、のち2位に繰上げ）に次ぐ2番手に入る。この成績により、同年8月開催の世界陸上北京大会女子マラソン日本代表へ、2大会ぶり2度目の選出となった。
2015年8月30日、世界陸上北京大会女子マラソンの本番レースに出走。33km付近まで先頭集団の中盤・後方付近についていったが、その後優勝したマーレ・ディババ（ エチオピア）らのロングスパートから徐々に離され、メダル争いから脱落するも、ゴールまで粘って日本女子トップの7位入賞を果たす。これにより、日本陸連の定めた「マラソン種目も含め世界陸上で日本人トップ・かつ8位入賞以内で、2016年リオデジャネイロオリンピック（ ブラジル）即内定」の条件を満たした為、翌2016年8月開催予定のリオデジャネイロ五輪・女子マラソン種目への事実上日本代表入りが決定した（前田彩里は13位、重友梨佐は14位）。

### リオデジャネイロ五輪・女子マラソンに出場
大阪国際女子マラソンと同日開催された、2016年1月31日の大阪ハーフマラソン・女子の部ではアテネオリンピック（ ギリシャ）女子マラソン・金メダリストの野口みずき（6位）らを抑え1時間10分27秒で優勝した。それから2週間後、同年2月14日の全日本実業団ハーフマラソン・女子の部は1時間12分02秒の10位だった。
なお、その後リオ五輪女子マラソンの国内選考会において2016年1月の大阪国際女子マラソンでは2時間22分17秒で優勝、五輪派遣記録を突破しながら日本陸連が福士加代子に五輪内定を出さなかった事に関し、又福士の優勝タイムより7分以上も遅かったリオ五輪内定の伊藤に対して一部批判的な声が挙がった。しかし、現在日本陸連理事を務める2000年シドニーオリンピック（ オーストラリア）女子マラソン・金メダリストの高橋尚子は、世界陸上北京大会・マラソン種目の8位以内入賞者で、かつ日本人首位のリオ五輪即内定は選考基準通りだったとし「狙おうと思えば全員が狙えた。後付けで決まった事ではない」と話した。さらに高橋は元々夏と冬のマラソンのタイムを比較する事自体ナンセンスだと論じつつ「伊藤さんはルール通りクリアに選ばれた。何か言って苦しめて選手の足を引っ張るのは辞めて欲しい」と強い口調で訴えている 。
2016年8月14日にリオ五輪・女子マラソン本番レースを迎えたが、2週間前に右足第4中足骨の疲労骨折の痛みを抱えるなど、体調万全で無いまま強行出場。レース前半の10km手前で先頭集団についていけずに第2集団で待機するも、間もなくして第2集団にも離され後半は大きくペースダウン。辛うじて完走は果たしたものの46位、日本女子では最下位に終わった。
再起を期して、2017年1月29日の2017年世界陸上競技選手権大会（ロンドン／ イギリス）女子マラソン選考会・大阪国際女子マラソンへ5年振りに出場。ハイペースの先頭集団にはついていかず、第2グループについていったが、19km付近からズルズルと脱落。結局見せ場を作る事は殆ど出来ず、11位に留まった。
2023年3月12日、名古屋ウィメンズマラソンに出場し2時間44分36秒でゴールし35位だった。これがラストランとなり現役を引退した。

## 自己記録
| 種目           | 記録          | 備考（大会・日付）                                 |
| -------------- | ------------- | -------------------------------------------------- |
| 3000m          | 9分17秒06     |                                                    |
| 5000m          | 15分44秒97    |                                                    |
| 10000m         | 32分07秒41    |                                                    |
| ハーフマラソン | 1時間09分57秒 | 全日本実業団ハーフマラソン（ 日本・2015年2月15日） |
| フルマラソン   | 2時間24分42秒 | 名古屋ウィメンズマラソン（ 日本・2015年3月8日）    |

## マラソン全成績
| 年月       | 大会                         | 順位 | 記録          | 備考                                                       |
| ---------- | ---------------------------- | ---- | ------------- | ---------------------------------------------------------- |
| 2010年3月  | 名古屋国際女子マラソン       | 4位  | 2時間29分13秒 | 広州アジア競技大会選考レース                               |
| 2011年1月  | 大阪国際女子マラソン         | 2位  | 2時間26分55秒 | 世界陸上大邱大会選考レース                                 |
| 2011年8月  | 世界陸上大邱大会             | 21位 | 2時間35分16秒 | 女子マラソン団体戦4位・ロンドンオリンピック選考レース      |
| 2012年3月  | 名古屋ウィメンズマラソン     | 5位  | 2時間25分26秒 | ロンドンオリンピック選考レース                             |
| 2012年11月 | 横浜国際女子マラソン         | 5位  | 2時間27分06秒 | 世界陸上モスクワ大会選考レース                             |
| 2013年4月  | ロンドンマラソン             | 8位  | 2時間28分37秒 | 世界陸上モスクワ大会選考レース                             |
| 2013年3月  | 北海道マラソン               | 3位  | 2時間32分54秒 |                                                            |
| 2014年2月  | 東京マラソン2014             | 7位  | 2時間28分36秒 | 日本女子では首位でゴール                                   |
| 2014年4月  | ウィーンマラソン             | 7位  | 2時間35分15秒 | 日本女子では首位でゴール                                   |
| 2015年3月  | 名古屋ウィメンズマラソン     | 3位  | 2時間24分42秒 | 自己記録・世界陸上北京大会選考レース                       |
| 2015年8月  | 世界陸上北京大会             | 7位  | 2時間29分48秒 | 日本女子首位・2016年リオデジャネイロオリンピック選考レース |
| 2016年8月  | リオデジャネイロオリンピック | 46位 | 2時間37分27秒 | 日本女子では三番手                                         |
| 2017年1月  | 大阪国際女子マラソン         | 11位 | 2時間32分15秒 | 世界陸上ロンドン大会選考レース                             |
| 2023年3月  | 名古屋ウィメンズマラソン     | 35位 | 2時間44分36秒 |                                                            |